# 빈 독일어
빈 독일어(바이에른어: Weanarisch 독일어: Wienerisch)는 오스트리아의 수도 빈에서 쓰이고 있는 독일어 또는 오스트로바이에른어의 하위 방언이다. 빈 독일어는 작은 행정 구역인 시(市)에서 쓰이는 하위방언이지만, 빈을 둘러싸고 있는 니더외스터라이히주에서조차 쓰이지 않는 표현이 많고, 서부 지역에서 쓰이는 말은 아예 알아듣지도 못할 정도로 다르다.

## 같이 보기
- 오스트리아 독일어
- 바이에른어